# Wilhelm Gleisner
Carl Wilhelm Gleisner (* 24. März 1803 in Pyrmont; † 25. Dezember 1873 in Hamburg) war ein deutscher Politiker.

## Leben
Gleisner war der Sohn des Hofkellermeisters Wilhelm Gleisner (1766–1834) und dessen Ehefrau Christiane, geborene Heiner (* 1767). Er heiratete am 10. Februar 1826 in Nieder-Wildungen Christiane Amandine Heller (1808–1884), die Tochter von Moritz Heller.
Wilhelm Gleisner besuchte das Landesgymnasium in Korbach und studierte Rechtswissenschaften in Marburg und Göttingen und arbeitete ab 1827 als Advokat. 1829 bis 1835 war er Stadtsekretär in Nieder-Wildungen, 1835 Regierungsassessor und 1842 Regierungsrat.
1829 bis 1835 war er Mitglied des Landtags der Fürstentümer Waldeck und Pyrmont. Nach der Märzrevolution war er 1848 bis 1851 de facto Regierungschef der Regierung von Waldeck-Pyrmont. Nach dem Sieg der Reaktion war er 1851 bis 1866 Staatsanwalt und 1866 bis 1873 Konsistorialdirektor in Arolsen.
1855 bis 1856, 1863 bis 1866 und 1868 bis 1871 war er erneut Mitglied des Parlaments und 1863 bis 1866 Vizepräsident des waldeckschen Landtags. 1856 und 1868 bis 1871 war er Präsident des Landtags.
Von 1856 bis 1856 war er Mitglied des Spezial-Landtags für das Fürstentum Pyrmont. 